# RSV Eintracht Stahnsdorf
RSV Eintracht Stahnsdorf è una società cestistica avente sede a Stahnsdorf, in Germania. Fondata nel 1982, gioca nel campionato tedesco.
Disputa le partite interne nella Grundschule John-Schehr-Strasse, che ha una capacità di 500 spettatori.